# Matemática islâmica
A matemática islâmica, durante a Era de Ouro do Islam, principalmente durante os séculos IX e X, foi baseada na matemática grega (Euclides, Arquimedes, etc) e também na matemática indiana (Aryabhata, Brahmagupta). 
Com a consolidação da dinastia Abássida ao conquistar o apoio religioso, além da construção de Bagdá, que viria a ser a nova capital, os califas buscaram a manutenção do poder através da valorização do conhecimento. Adquiriu-se a tecnologia do papel, proveniente da China, o que fomentou a disseminação de manuscritos e enraizou a cultura dos livros entre o povo árabe. 
Aos poucos, o grego foi sendo substituído pelo árabe como a língua universal de pesquisa científica, as universidades começaram a surgir e a Casa da Sabedoria foi criada. 
Neste período, foi feito um importante progresso, como o desenvolvimento do sistema posicional decimal, que inclui a ideia de frações, o primeiro estudo sistematizado da álgebra e avanços na geometria e trigonometria.
Trabalhos árabes tiveram um papel importante na transmissão da matemática para a Europa durante os séculos X e XII.